# Biserica „Sf. Gheorghe” din Lupșa

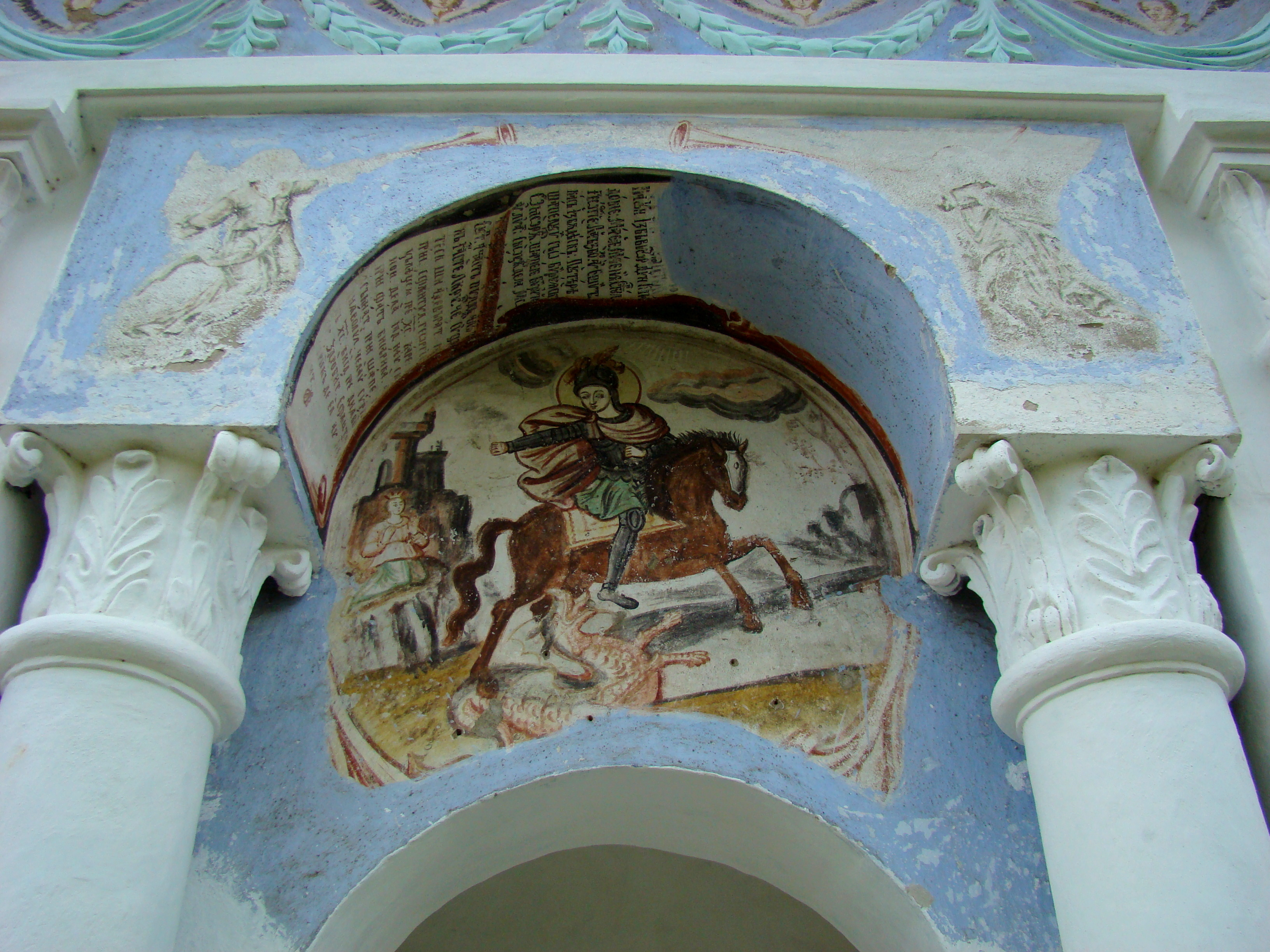
Sfântul Mare Mucenic Gheorghe

Biserica „Sfântul Gheorghe” din Lupșa este un monument istoric aflat pe teritoriul satului Lupșa, comuna Lupșa. În Repertoriul Arheologic Național monumentul apare cu codul 3545.01.

## Localitatea
Lupșa (în maghiară Nagylupsa, în germană Wolfsdorf) este satul de reședință al comunei cu același nume din județul Alba, Transilvania, România. Prima atestare documentară este din anul 1366.

## Biserica
Veche biserică ortodoxă românească construită în anul 1421 de către cneazul Vladislav, peste ruinele unei biserici mai vechi. Turnul clopotniță a fost adăugat în sec. XVIII. Trei straturi de pictură, dintre care cea mai veche și mai valoroasă datează din sec. al XV-lea.

## Imagini din exterior

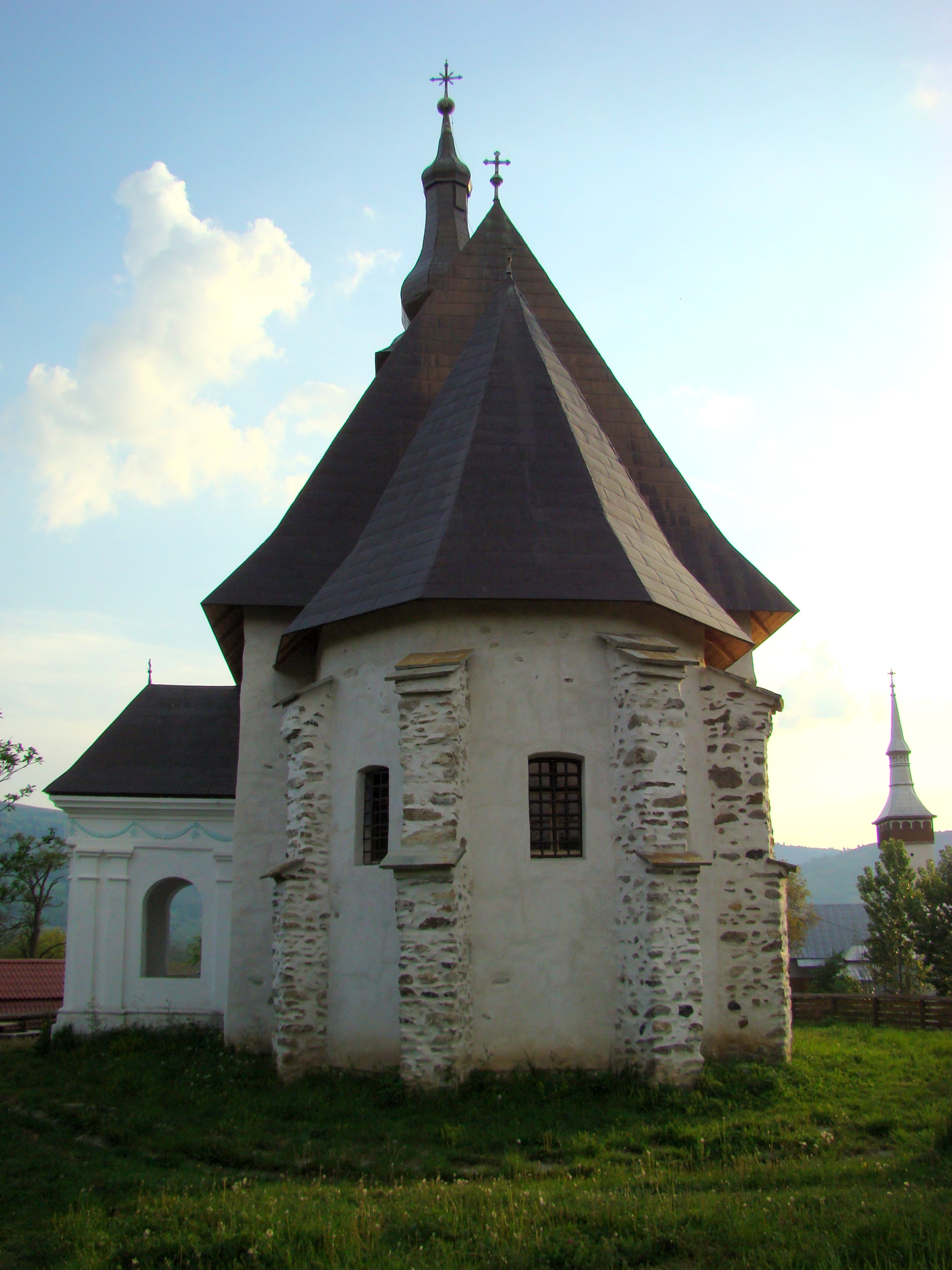
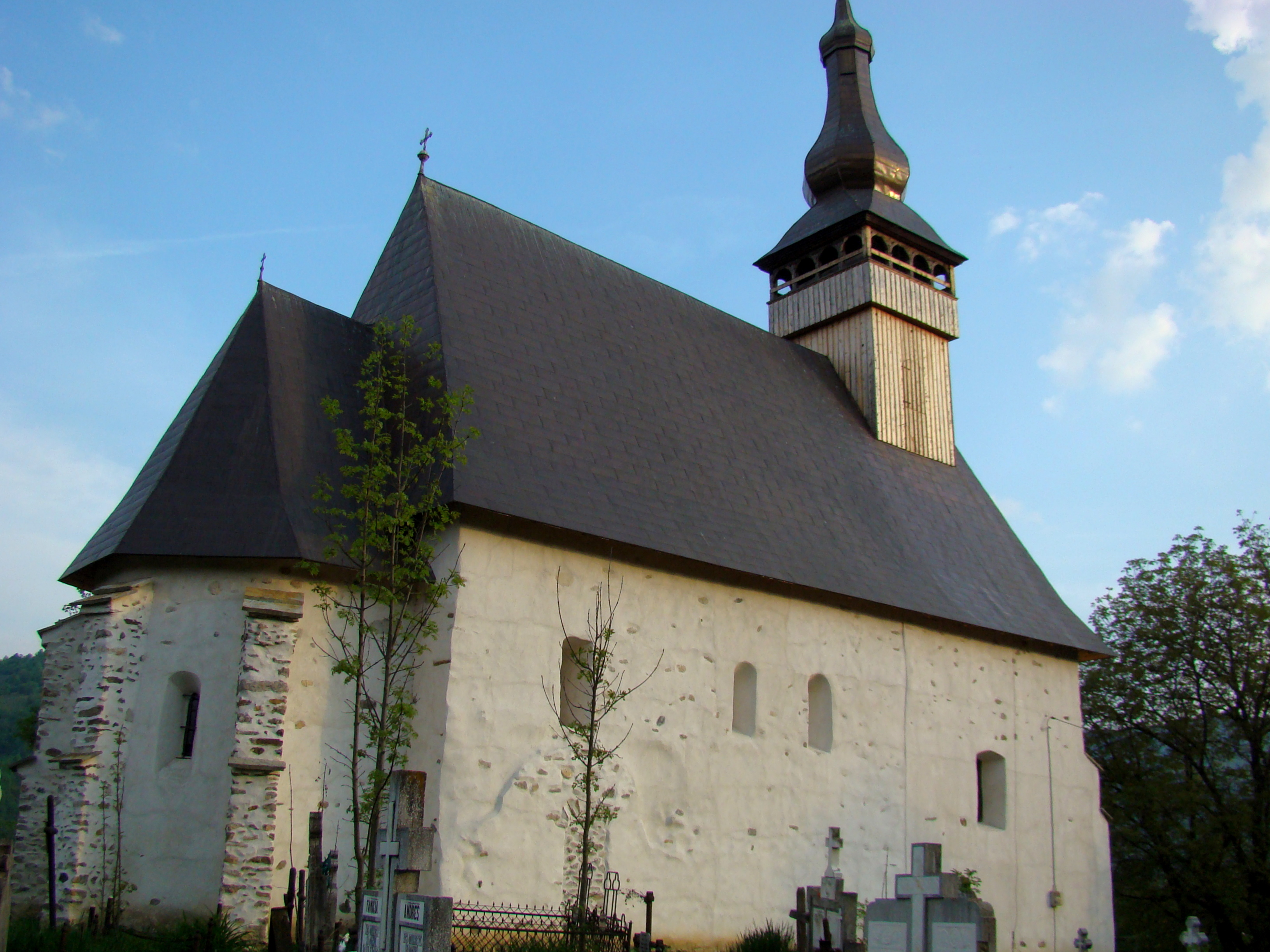
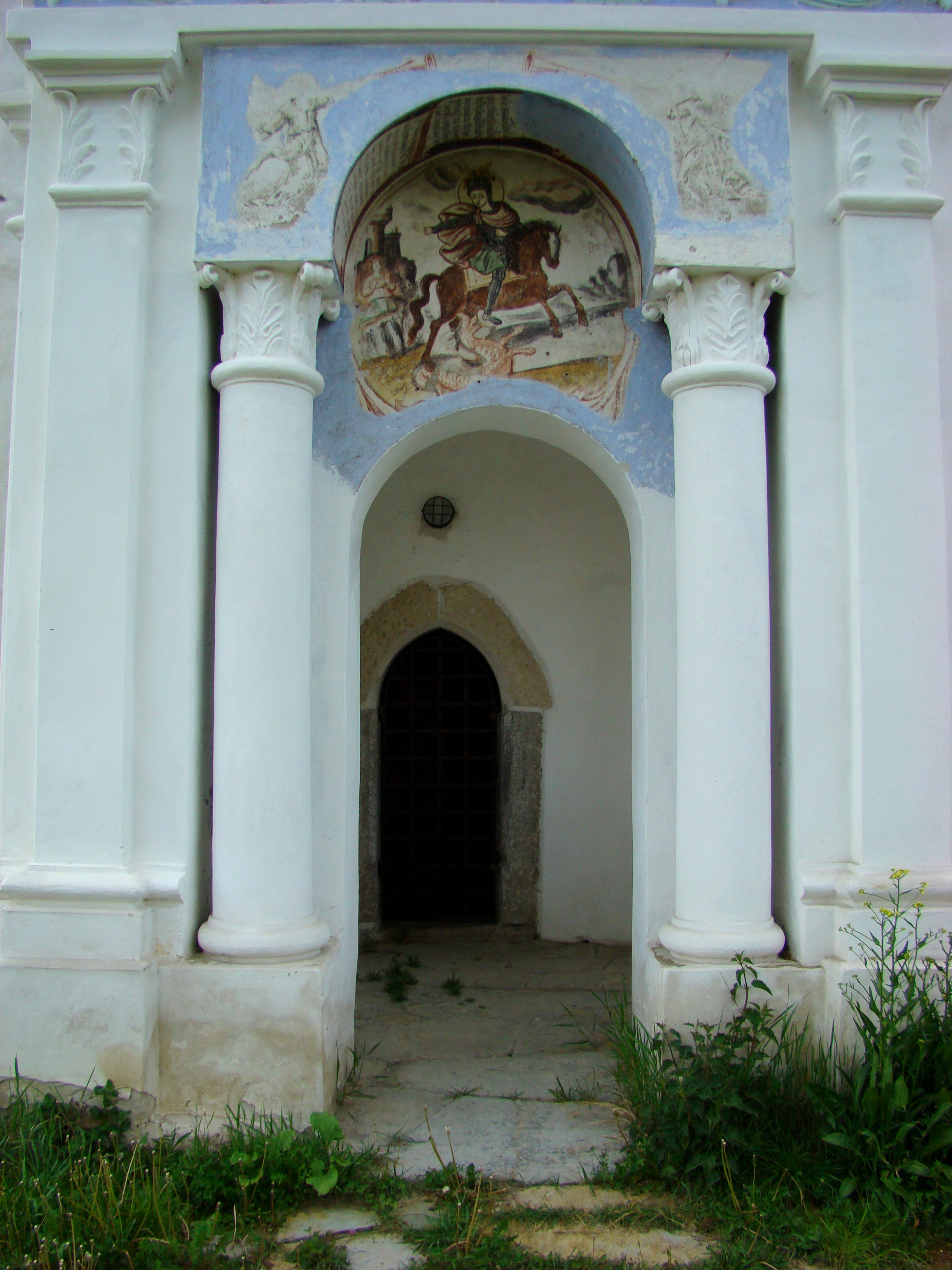
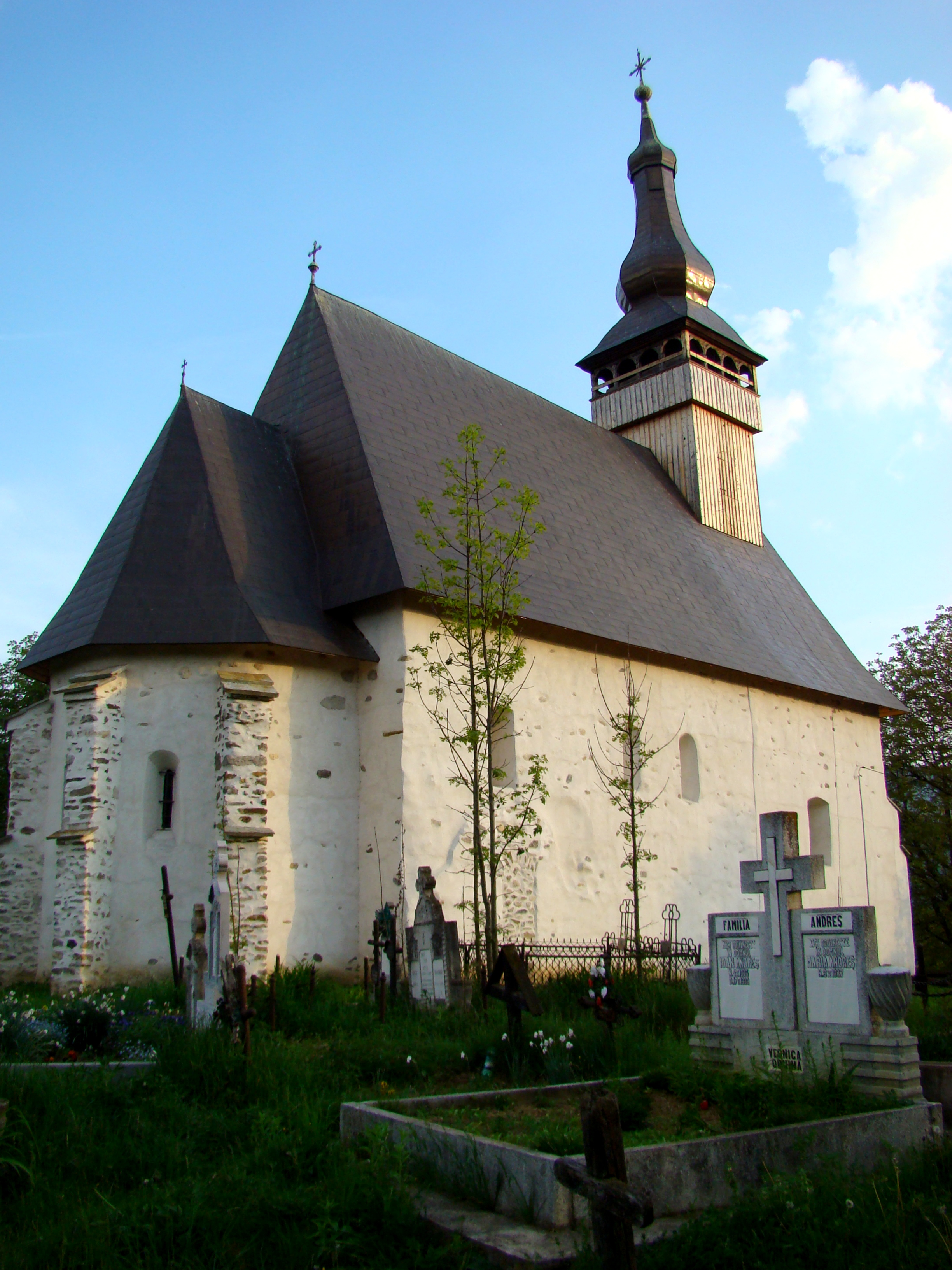
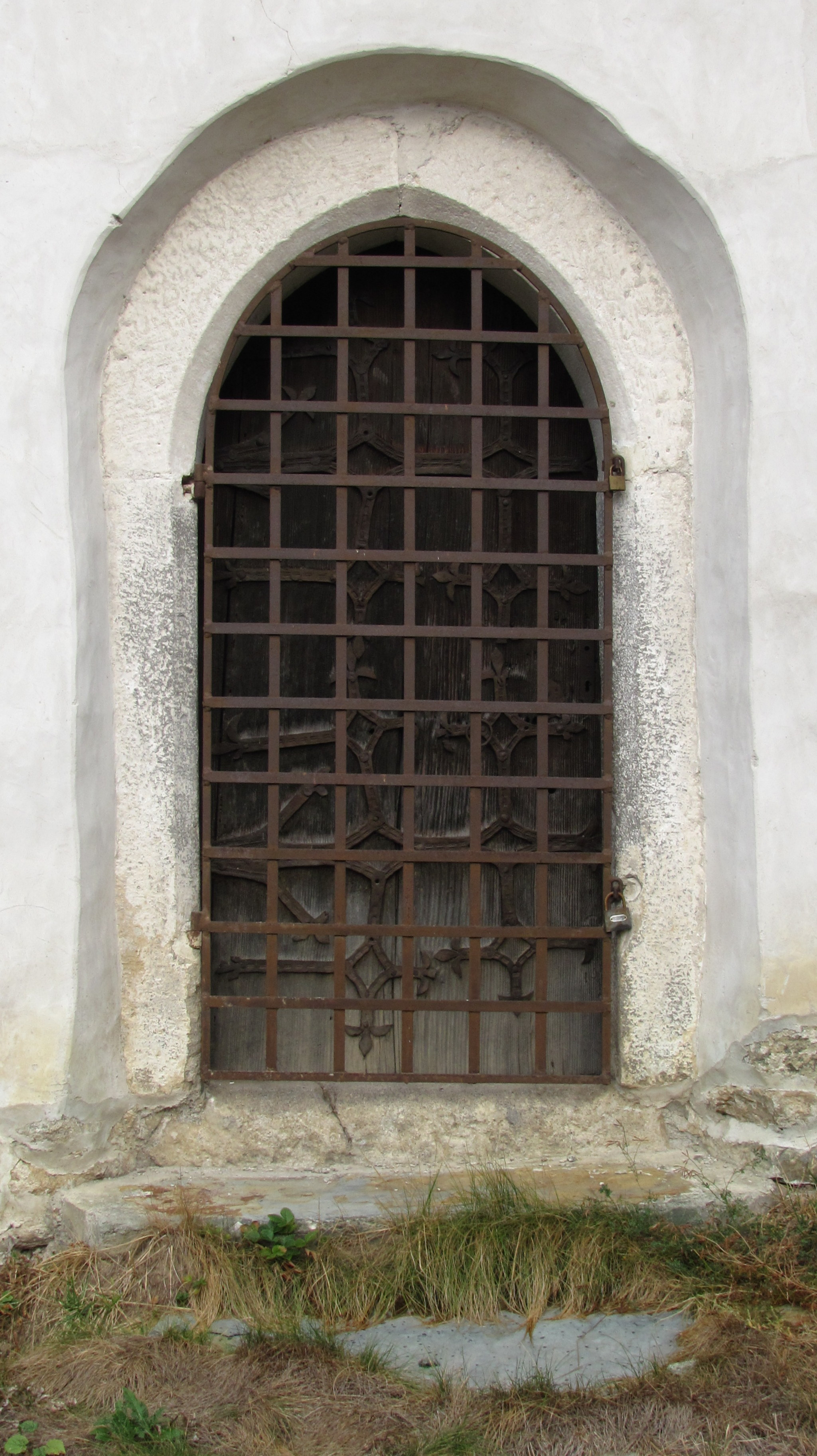
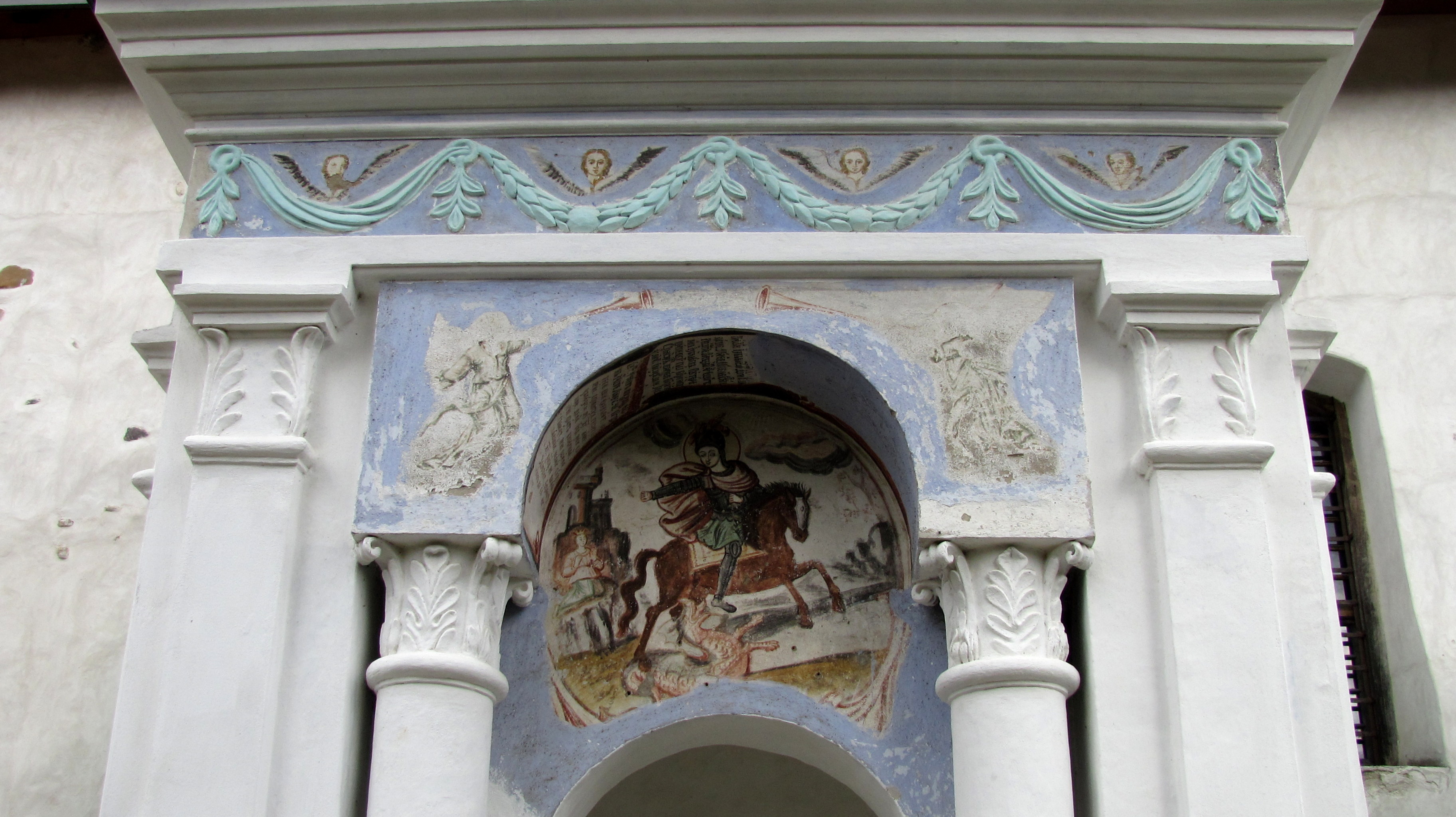
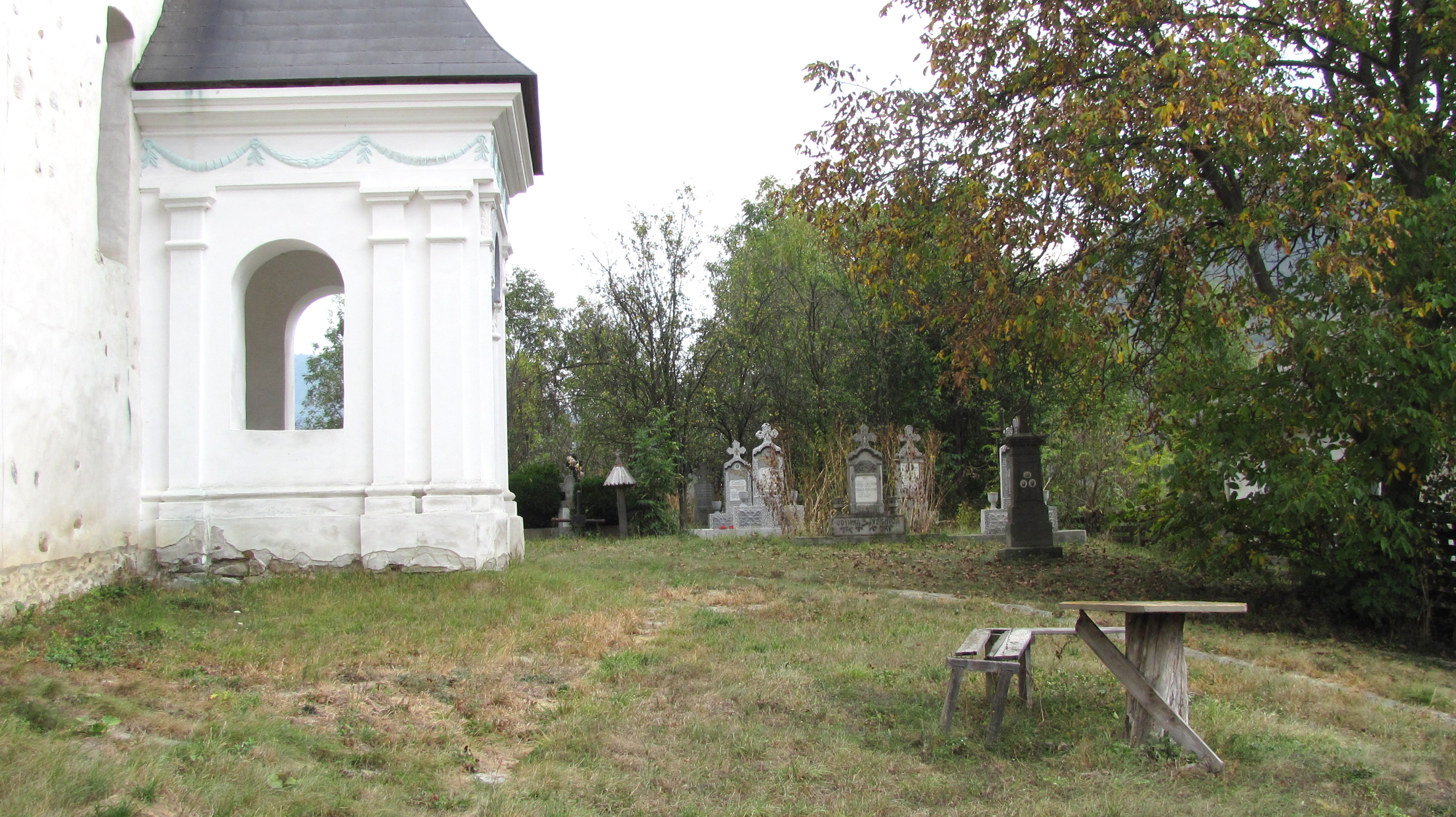
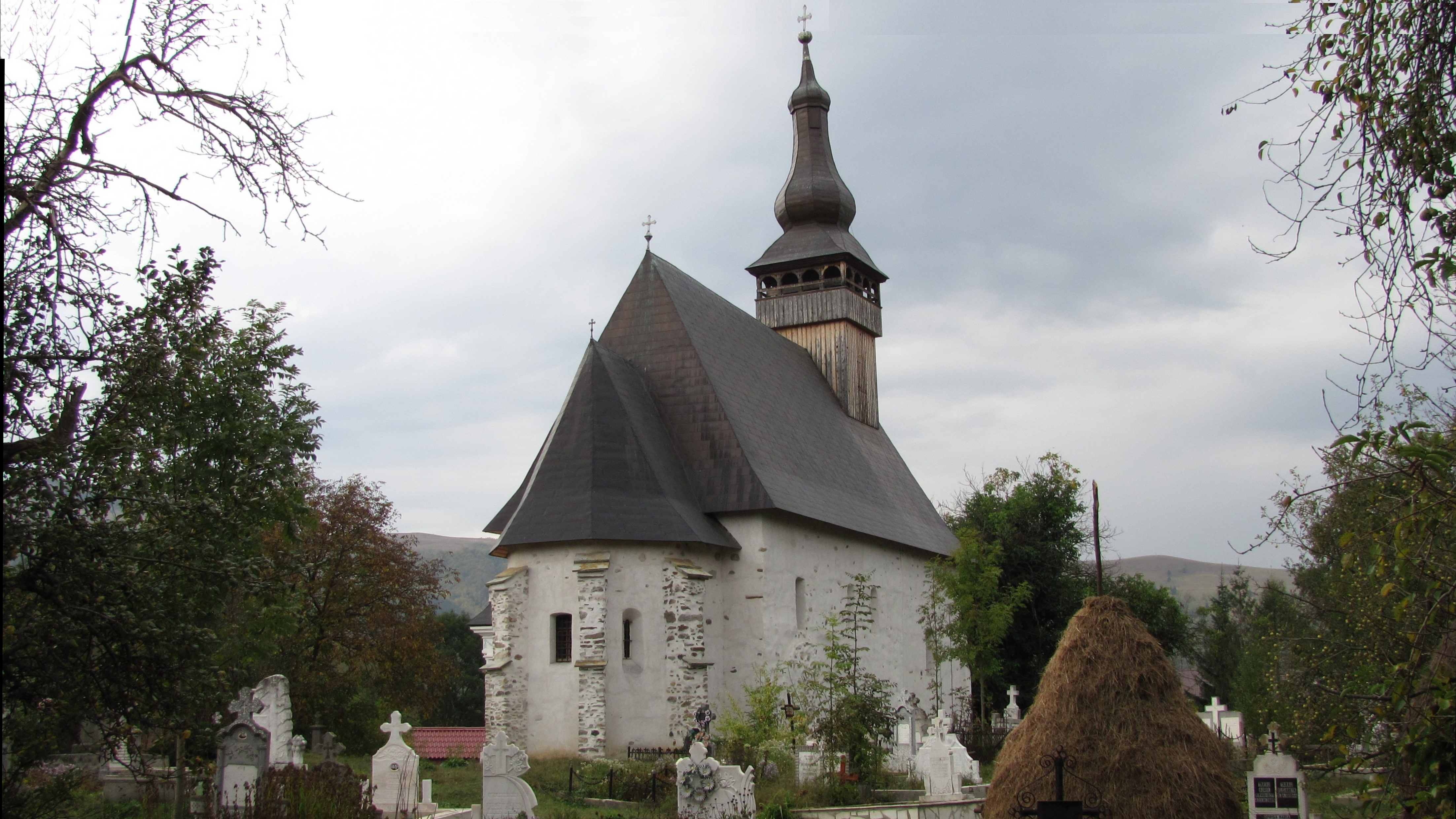
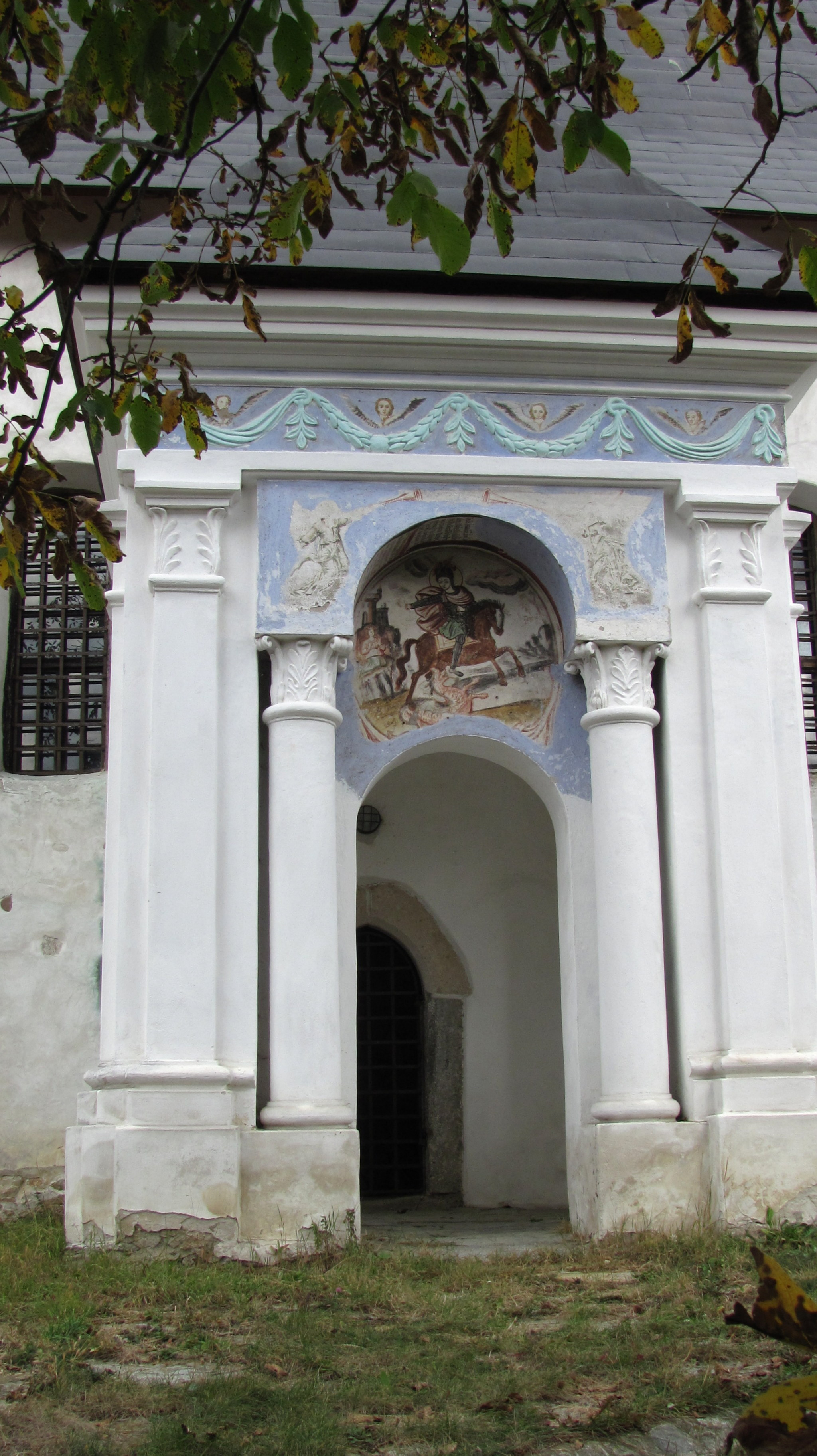
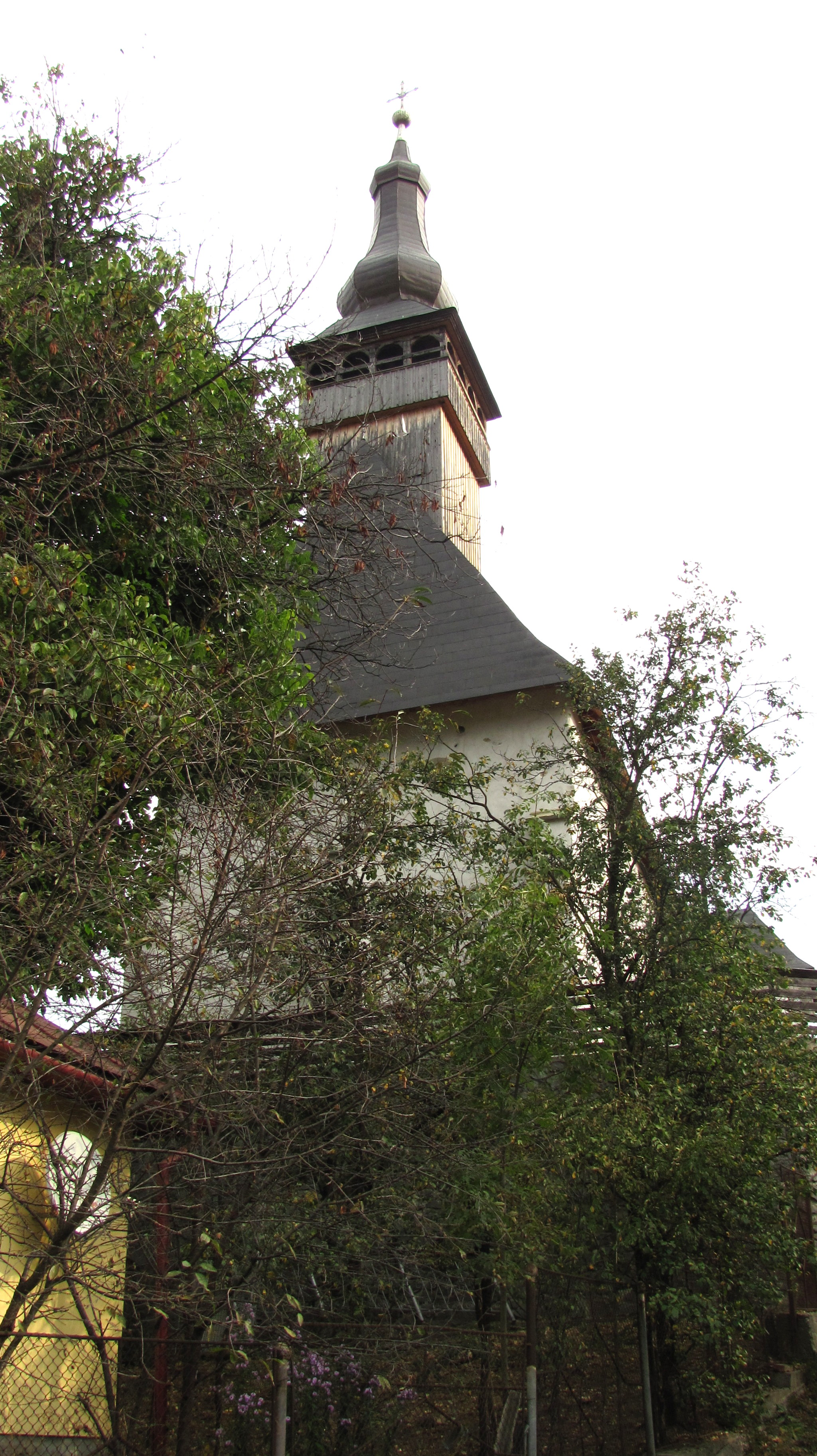
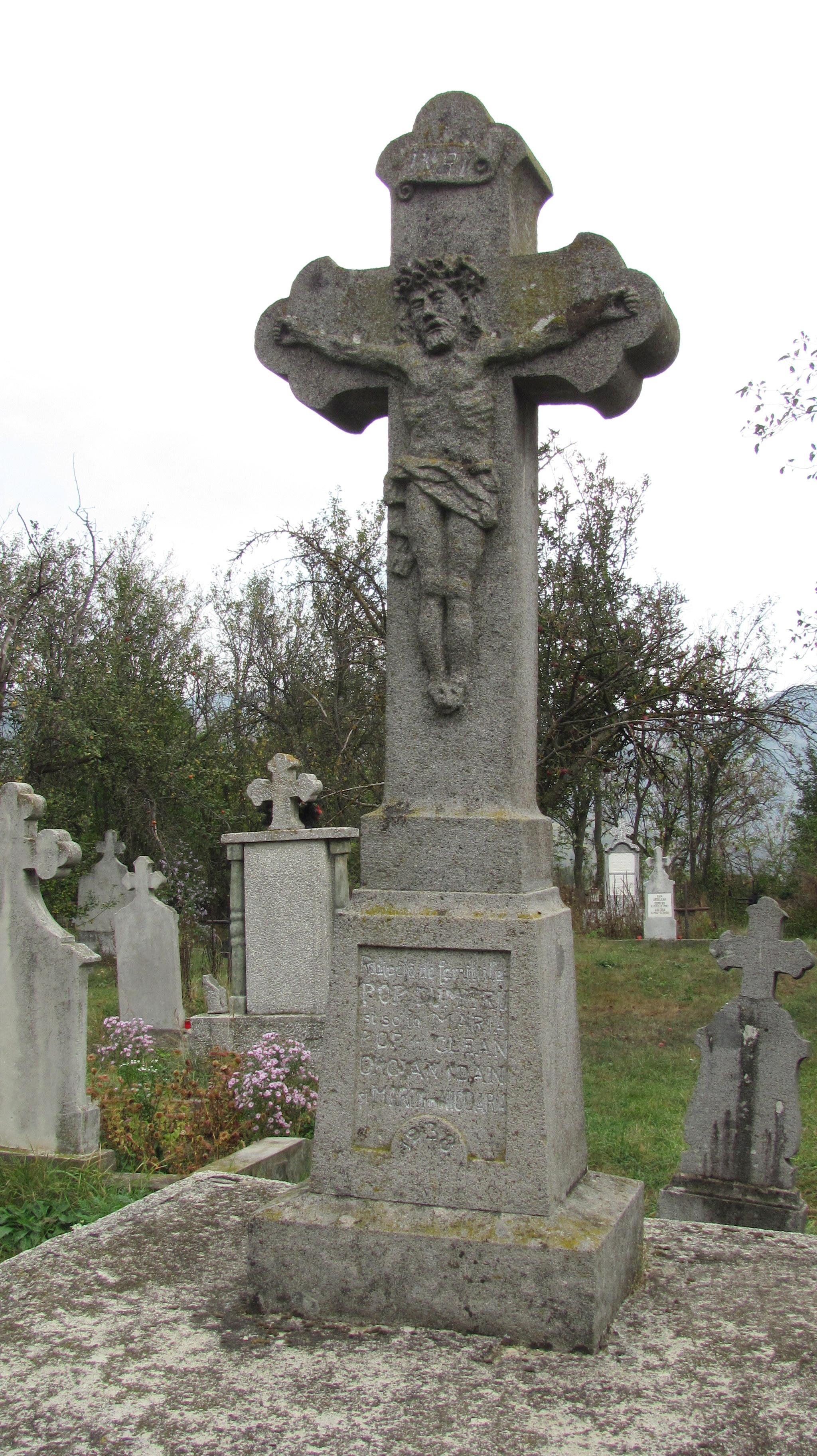